# Триглиц
Триглиц (нем. Triglitz) — община в Германии, в земле Бранденбург.
Входит в состав района Пригниц. Подчиняется управлению Путлиц-Берге.  Население составляет 531 человек (на 31 декабря 2010 года). Занимает площадь 31,53 км².
Коммуна подразделяется на 3 сельских округа.
| Год  | Население |
| ---- | --------- |
| 2005 | 577       |
| 2010 | 549       |

## Известные уроженцы, жители
Эрнст Фридрих Готлиб Зенкель (нем. Ernst Friedrich Gottlieb Senckel; 7 марта 1836, Мертенсдорф — 29 октября 1912, Хоэнвальде) — немецкий пастор, основатель школьных сберегательных касс в Германии.